# Бельский уезд (Смоленская губерния)
Бельский уезд — административная единица в составе Рижской губернии, Смоленского наместничества и Смоленской губернии, существовавшая в 1708 — 1929 годах. Центр — город Белый.

## История

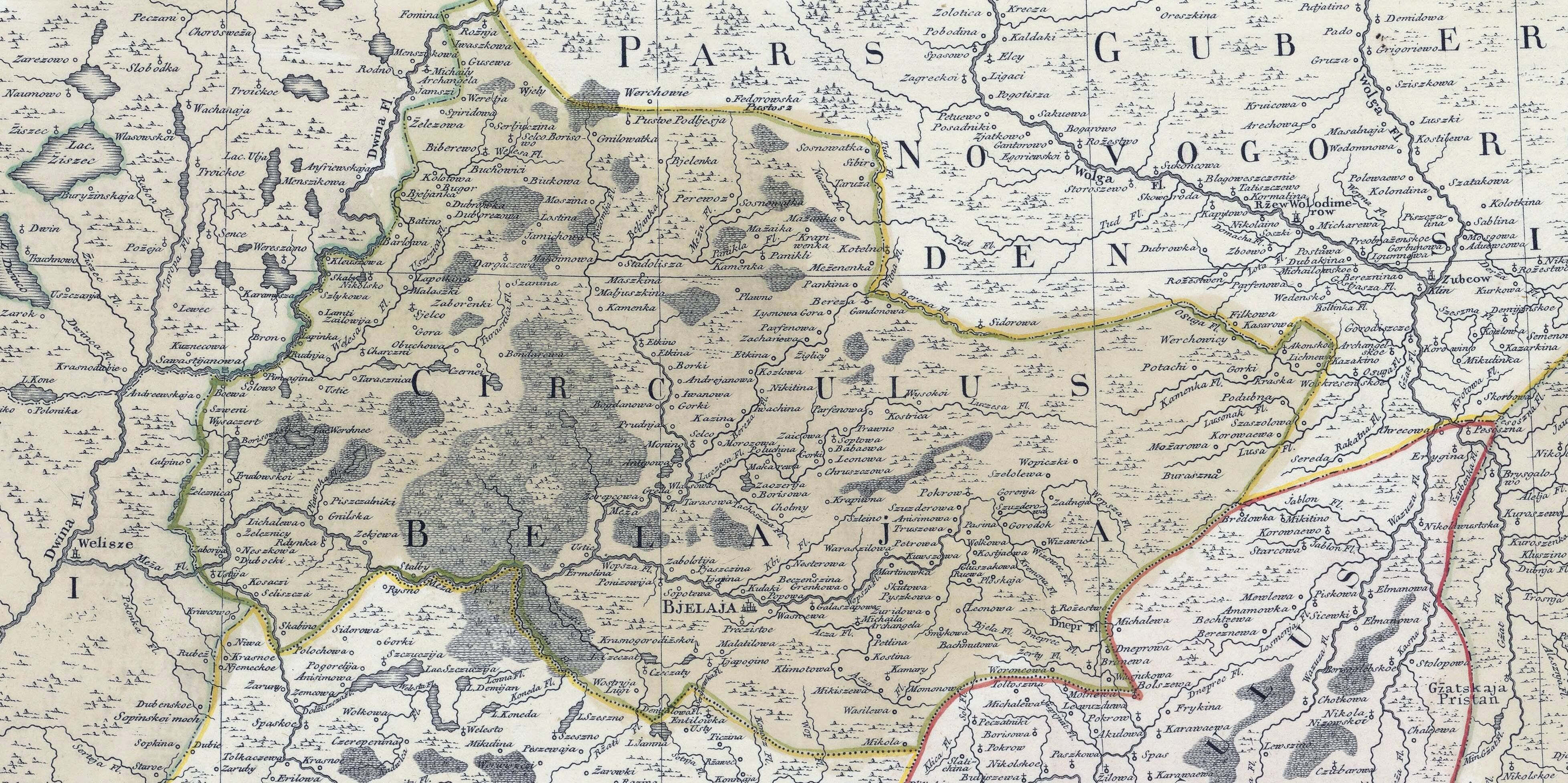
Бельский уезд на карте Смоленской губернии. 1773 год

Юридически Бельский уезд был оформлен в 1708 году в ходе административной реформы Петра I, когда он был отнесён к Смоленской губернии. В 1713 году Смоленская губерния была упразднена и Бельский уезд отошёл к Рижской губернии, однако уже в 1726 году Смоленская губерния была восстановлена. С 1775 по 1796 год Бельский уезд относился к Смоленскому наместничеству, а потом вновь стал частью Смоленской губернии.
25 марта 1918 года уезд был провозглашён частью Белорусской народной республики, а 1 января 1919 года в соответствии с манифестом І съезда КП(б) Белоруссии уезд вошёл в состав Социалистической Советской Республики Белоруссия.
В 1929 году Смоленская губерния и все её уезды были упразднены, а их территория вошла в новую Западную область.

## Население

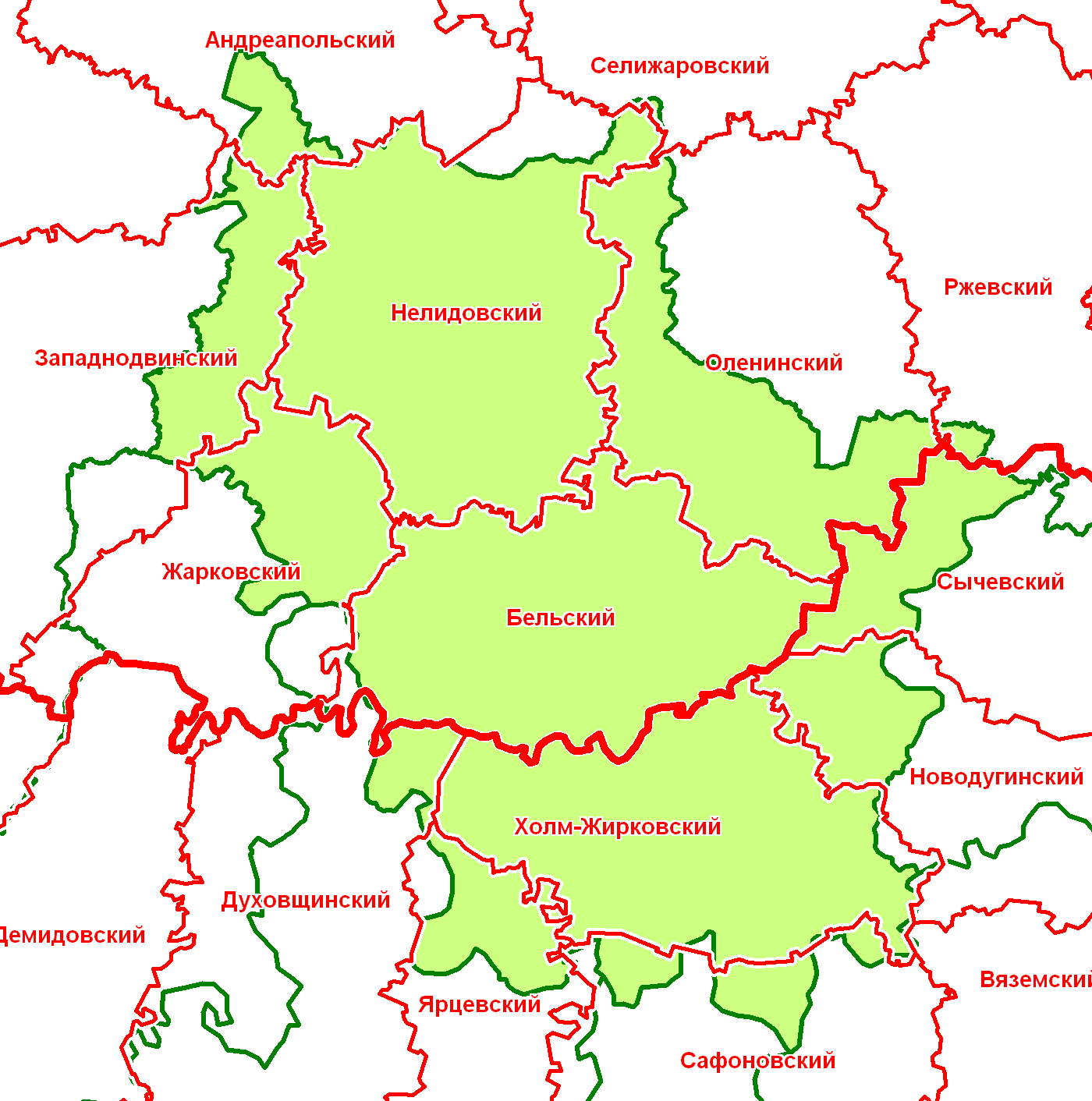
Бельский уезд в современной сетке районов

### 1868 г.
- русские — 69 642;
- смешанное белорусско-русское население — 37 984;
- прочие — 263;

По данным переписи 1897 года в уезде проживало 165,2 тыс. чел. В том числе русские — 99,0 %. В городе Белом проживало 6952 чел.

## Административное деление
В 1890 году в состав уезда входило 32 волости
| № п/п | Волость               | Волостное правление       | Число селений | Население |
| ----- | --------------------- | ------------------------- | ------------- | --------- |
| 1     | Андреевская           | с. Андреевское (Пигулино) | 22            | 2335      |
| 2     | Ассуйская             | с. Холмина                | 53            | 3414      |
| 3     | Ахтырская             | д. Ахтырка                | 38            | 3599      |
| 4     | Батуринская           | д. Ниловка                | 93            | 6025      |
| 5     | Березовская           | с. Береза                 | 90            | 2705      |
| 6     | Болшевская            | с. Болшево                | 57            | 2596      |
| 7     | Будинская             | д. Симоновка              | 87            | 3235      |
| 8     | Верховье-Малышкинская | с. Верховье-Малышкино     | 72            | 4068      |
| 9     | Глуховская            | с. Кострица               | 104           | 4158      |
| 10    | Городковская          | с. Городок                | 77            | 2993      |
| 11    | Городская             | д. Поповка                | 46            | 2002      |
| 12    | Дунаевская            | с. Дунаево                | 42            | 2541      |
| 13    | Егорьевская           | с. Егорье                 | 68            | 4791      |
| 14    | Иоткинская            | с. Иоткино                | 73            | 3249      |
| 15    | Казулинская           | с. Казулино               | 91            | 5690      |
| 16    | Каменецкая            | с. Каменец                | 34            | 2689      |
| 17    | Комаровская           | с. Комары                 | 91            | 3558      |
| 18    | Крапивинская          | с. Крапивня               | 59            | 3670      |
| 19    | Ляпкинская            | с. Ляпкино                | 47            | 1902      |
| 20    | Мольнинская           | с. Мольня                 | 34            | 3034      |
| 21    | Монинская             | с. Новоселки              | 85            | 4556      |
| 22    | Николо-Ветлицкая      | д. Мирополье              | 66            | 3578      |
| 23    | Никольская            | д. Паршина                | 71            | 4143      |
| 24    | Покровская            | с. Покров                 | 61            | 5853      |
| 25    | Понизовская           | с. Понизовье              | 88            | 2794      |
| 26    | Поникольская          | с. Алексеево              | 43            | 4585      |
| 27    | Пышковская            | с. Пышково                | 40            | 2190      |
| 28    | Селецкая              | с. Кучино                 | 103           | 3586      |
| 29    | Селищенская           | с. Новоселки              | 29            | 1883      |
| 30    | Сопотская             | д. Бибирево               | 138           | 3671      |
| 31    | Холмовская            | с. Холм                   | 56            | 4200      |
| 32    | Шоптовская            | д. Дьякова                | 109           | 3180      |

В 1913 году в уезде было также 32 волости.
К 1926 году волостей стало 11: Батуринская, Бельско-Пригородная, Верховье-Малышкинская, Глуховская, Земцовская, Ленинская (центр — д. Владимирская), Мостовская, Нелидовская, Селищенская (центр — с. Красногородка), Холмовская (центр — с. Холм (Холм-Жирковский)), Шиздеровская.

## Известные уроженцы
- Николай Японский — святой Русской Православной церкви;
- Фроленков, Андрей Григорьевич — советский военачальник, генерал-майор.